# Franco Meneghel
Franco Meneghel (Grado, 5 ottobre 1949) è un ex cestista italiano.
Giocava nel ruolo di ala, era dotato di buoni fondamentali e soprattutto di un grande tiro dalla distanza. Anche il suo gemello Gino ha giocato tra i professionisti.

## Carriera

### Giocatore
Conquistò la promozione nella massima divisione con il Petrarca Padova vincendo il girone A della Serie B nel campionato 1970-1971. Al suo primo anno in Serie A diede un contributo fondamentale alla salvezza della squadra padovana, che chiuse il torneo con un buon decimo posto. Le sue prestazioni gli fruttarono un ingaggio con la quotata Forst Cantù per la stagione 1972-1973
Durante le sei stagioni trascorse a Cantù, vinse lo scudetto nel campionato 1974-75, la Coppa Intercontinentale del 1975, tre Coppe Korac consecutive nel 1973, 1974 e 1975 e due Coppe delle Coppe nel 1977 e nel 1978. Fu questo il periodo migliore della carriera di Meneghel, che arrivò a giocare con la Nazionale maggiore. Con l'arrivo a Cantù di Renzo Bariviera e Antonello Riva, la squadra brianzola fu costretta a cedere Meneghel.
Chiuse la carriera in A2 giocando due stagioni con l'Alpe Bergamo. Dopo il ritiro è rimasto nel mondo della pallacanestro. È il direttore sportivo nella Virtus Bergamo.

## Palmarès
- Coppa Intercontinentale: 1

Pall. Cantù: 1975
- Coppa Korać: 3

Pall. Cantù: 1973, 1973-74, 1974-75
- Coppa delle Coppe: 2

Pall. Cantù: 1976-77, 1977-78
- Campionato italiano: 1

Pall. Cantù: 1974-75